# Dave Bautista

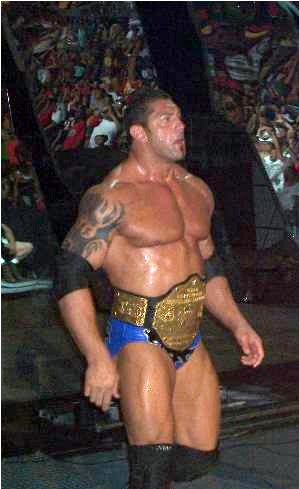
Batista jako World Heavyweight Champion

David Michael Bautista Jr. (ur. 18 stycznia 1969 w Arlington) – amerykański aktor, kulturysta, zawodnik MMA i profesjonalny wrestler.

## Życiorys

### Wrestling
Zadebiutował w Ohio Valley Wrestling w 2000. W WWE rozpoczął karierę 9 maja 2002 podczas jednego ze SmackDown (pod pseudonimem Deacon Batista).
W styczniu 2003 przeszedł na Raw i przystąpił do teamu Evolution, który stworzył wraz z Triple H’em, Rickiem Flairem i Randy Ortonem. Batista wywalczył dwukrotnie WWE World Tag Team Championship w teamie z Flairem: pierwszy raz na grudniowym Armageddon 2003, drugi raz na jednym z Raw w lutym 2004.
W 2005 wygrał Royal Rumble, co dało mu szansę zdobycia pasa mistrzowskiego. Batista wygrał z Triple H’em na Wrestlemanii 21 zdobywając WWE World Heavyweight Championship i odchodząc z Evolution. Tego samego roku powrócił na SmackDown.
16 grudnia 2005 na SmackDown! Batista i Rey Mysterio Jr. zostali WWE Tag Team Championami. Na Survivor Series 2006 pokonał Kinga Bookera i zdobył po raz drugi WWE World Heavyweight Championship. W 2007 zdobył pas po raz trzeci w Triple threat matchu na Unforgiven. 23 czerwca 2008 podczas draftu, Batista został przeniesiony na galę WWE RAW. 14 września 2009 przeszedł ponownie na SmackDown (w międzyczasie zdobył ponownie WWE World Tag Team Championship, tym razem z Johnem Ceną oraz WWE Championship pokonując Randy’ego Ortona). Na WWE Elimination Chamber zdobył po raz drugi WWE Championship pokonując Cenę. Tytuł stracił na Wrestlemanii 26. Po dwukrotnej porażce w walkach o odzyskanie tytułu, Batista odszedł z WWE, ponieważ – jak wyznał – nie uznaje dzisiejszej polityki zarządców WWE.
W grudniu 2013 roku na oficjalnej stronie WWE pojawił się materiał wideo zapowiadający powrót Batisty w dniu 20 stycznia 2014 r. na poniedziałkowym Monday Night Raw. Po powrocie oznajmił, że jego celem jest pas który posiada Randy Orton oraz wykonał Batista Bomb na Alberto Del Rio. Pojawił się na gali Royal Rumble z nr 28 i udało mu się wyeliminować Alberta Del Rio, Rybacka i Ericka Rowana a jako ostatniego wyeliminował Romana Reignsa i tym samym zwyciężył Royal Rumble Match. Na Wrestlemanii 30 przegrał walkę o zunifikowane pasy WWE: World Heawyweight Championship i WWE Championship, gdyż został do niej włączony Daniel Bryan, który wcześniej pokonał Triple H.

### MMA
W 2012 roku 6 października zadebiutował w MMA, wygrywając z Vince Lucero w pierwszej rundzie poprzez uderzenia w parterze.
Bilans walk MMA
1 zwycięstwo – 0 porażek – 0 remisów
| Wynik   | Bilans | Przeciwnik   | Rozstrzygnięcie            | Runda | Czas | Rozgrywki           | Data      | Miejsce    |
| ------- | ------ | ------------ | -------------------------- | ----- | ---- | ------------------- | --------- | ---------- |
| Wygrana | 1-0    | Vince Lucero | TKO (Uderzenia w parterze) | 1     | 4:05 | CES MMA – Real Pain | 6.10.2012 | Providence |

### Aktorstwo
Bautista rozpoczął karierę aktorską rolą cameo w filmie Obcy krewni w 2006 roku. Od 2010 pojawiał się w filmach akcji: Niebezpieczna dzielnica (2010), House of the Rising Sun (2011), The Man with the Iron Fists (2012) oraz The Scorpion King 3: Battle for Redemption (2012). Przełom w jego karierze przyniosła rola Draxa w Filmowym Uniwersum Marvela, w której pojawił się po raz pierwszy w filmie Strażnicy Galaktyki (2014) z Chrisem Prattem.

## Filmografia
| Rok  | Tytuł                          | Rola          | Rok  | Tytuł                                    | Rola                 |
| ---- | ------------------------------ | ------------- | ---- | ---------------------------------------- | -------------------- |
| 2006 | Obcy krewni                    | zapaśnik      | 2018 | Avengers: Wojna bez granic               | Drax                 |
| 2009 | Synu, synu, cóżeś ty uczynił?  | Oficer SWAT   | 2018 | Escape Plan 2: Hades                     | DeRosa               |
| 2010 | Niebezpieczna dzielnica        | Duży Ronnie   | 2019 | Stuber                                   | Victor „Vic” Manning |
| 2011 | House of the Rising Sun        | Ray           | 2019 | Avengers: Koniec gry                     | Drax                 |
| 2012 | Człowiek o żelaznych pięściach | Brass Body    | 2020 | Mój przyjaciel szpieg                    | JJ                   |
| 2012 | Król Skorpion 3: Odkupienie    | Argomeal      | 2021 | Armia Umarłych                           | Scott Ward           |
| 2013 | Riddick                        | Diaz          | 2021 | Diuna                                    | „Bestia” Rabban      |
| 2014 | Strażnicy Galaktyki            | Drax          | 2022 | Thor: Miłość i grom                      | Drax                 |
| 2015 | Spectre                        | Hinx          | 2022 | Glass Onion: Film z serii „Na noże”      | Duke Cody            |
| 2016 | Maruderzy                      | Stockwell     | 2022 | Strażnicy Galaktyki: Coraz bliżej święta | Drax                 |
| 2016 | Kickboxer: Vengeance           | Tong Po       | 2023 | Strażnicy Galaktyki vol. 3               | Drax                 |
| 2017 | Droga przez piekło             | Stupe         | 2023 | Pukając do drzwi                         | Leonard              |
| 2017 | Strażnicy Galaktyki vol. 2     | Drax          | 2024 | Diuna: Część druga                       | „Bestia” Rabban      |
| 2017 | Blade Runner 2049              | Sapper Morton |      |                                          |                      |

## Osiągnięcia
- Ohio Valley Wrestling
  - OVW Heavyweight Championship (raz)
- Pro Wrestling Illustraded
  - PWI Most Improved Wrestler Of the Year 2005
  - PWI sklasyfikowało go na 1. miejscu z 500 najlepszych, solowych wrestlerów w rankingu PWI 500 w 2005 roku.
  - PWI Wrestler roku (2005)
- World Wrestling Entertainment
  - WWE Championship (2 razy)
  - World Heavyweight Championship (4 razy)
  - WWE Tag Team Championship (2 razy) – z Reyem Mysterio (raz) i Johnem Ceną (raz)
  - WWE World Tag Team Championship (3 razy) – z Ric Flairem (2 razy) i Johnem Ceną (raz)
  - Royal Rumble (2005 i 2014)
- Wrestling Observer Newsletter awards
  - Feud roku (2005) – z Triple H
  - Najbardziej przeceniony zawodnik (2006)
  - Feud roku (2007) – z The Undertaker